# Kearnemalvastrum lacteum
Kearnemalvastrum lacteum là một loài thực vật có hoa trong họ Cẩm quỳ. Loài này được (Aiton) D.M. Bates mô tả khoa học đầu tiên năm 1967.